# Monumentul ostașului căzut în 1944 (Frunză)
Monumentul ostașului căzut în 1944 este un monument amplasat în Frunză, Unitățile Administrativ-Teritoriale din Stînga Nistrului, Republica Moldova. Este un monument istoric de importanță națională inclus în Registrul monumentelor Republicii Moldova ocrotite de stat cu nr. 1321 (raionul Slobozia).